# Nuoto ai XVII Giochi paralimpici estivi - Uomini 100 metri dorso
Le gare di nuoto 100 metri dorso maschili ai XVII Giochi paralimpici estivi si sono svolte tra il 29 agosto e il 7 settembre 2024 alla Paris La Défense Arena.

## Programma
Sono stati disputati 11 eventi, articolati in una serie di batterie di qualificazione in mattinata; la finale è stata disputata nel pomeriggio/sera del medesimo giorno. Ha fatto eccezione la classe S1, di cui è stata disputata direttamente la finale.
| Evento | Data   | Data   | Data   | Data   | Data   | Data   | Data  | Data  | Data  | Data  | Data  | Data  | Data  | Data  | Data  | Data  | Data  | Data  | Data  | Data  |
| Evento | Gio 29 | Gio 29 | Ven 30 | Ven 30 | Sab 31 | Sab 31 | Dom 1 | Dom 1 | Lun 2 | Lun 2 | Mar 3 | Mar 3 | Mer 4 | Mer 4 | Gio 5 | Gio 5 | Ven 6 | Ven 6 | Sab 7 | Sab 7 |
| Evento | M      | P      | M      | P      | M      | P      | M     | P     | M     | P     | M     | P     | M     | P     | M     | P     | M     | P     | M     | P     |
| ------ | ------ | ------ | ------ | ------ | ------ | ------ | ----- | ----- | ----- | ----- | ----- | ----- | ----- | ----- | ----- | ----- | ----- | ----- | ----- | ----- |
| S1     |        | F      |        |        |        |        |       |       |       |       |       |       |       |       |       |       |       |       |       |       |
| S2     | B      | F      |        |        |        |        |       |       |       |       |       |       |       |       |       |       |       |       |       |       |
| S6     |        |        |        |        |        |        |       |       |       |       |       |       |       |       |       |       |       |       | B     | F     |
| S7     |        |        |        |        |        |        |       |       |       |       | B     | F     |       |       |       |       |       |       |       |       |
| S8     |        |        |        |        | B      | F      |       |       |       |       |       |       |       |       |       |       |       |       |       |       |
| S9     |        |        |        |        |        |        |       |       |       |       | B     | F     |       |       |       |       |       |       |       |       |
| S10    |        |        |        |        |        |        |       |       |       |       |       |       |       |       |       |       | B     | F     |       |       |
| S11    |        |        |        |        |        |        | B     | F     |       |       |       |       |       |       |       |       |       |       |       |       |
| S12    |        |        |        |        | B      | F      |       |       |       |       |       |       |       |       |       |       |       |       |       |       |
| S13    |        |        | B      | F      |        |        |       |       |       |       |       |       |       |       |       |       |       |       |       |       |
| S14    |        |        |        |        |        |        |       |       |       |       |       |       |       |       |       |       | B     | F     |       |       |

| M | mattina | P | pomeriggio/sera |

| B | Batterie | F | Finale per medaglia d'oro |

## Risultati
Tutti i tempi sono espressi in minuti e secondi.

### S1
La gara si è svolta il 29 agosto 2024.
| Pos. | Atleta                       | Nazione | Tempo   | Note         |
| ---- | ---------------------------- | ------- | ------- | ------------ |
|      | Kamil Otowski                | Polonia | 2:17,85 |              |
|      | Anton Kol                    | Ucraina | 2:33,49 |              |
|      | Francesco Bettella           | Italia  | 2:33,82 |              |
| 4    | Dimitrios Karypidis          | Grecia  | 3:18,09 |              |
| 5    | Nikolaos Kontou              | Grecia  | 3:49,31 |              |
| 6    | Miguel Angel Navarro Riofrio | Spagna  | 3:52,51 |              |
| –    | Jose Ronaldo da Silva        | Brasile | –       | squalificato |

### S2
Le gare si sono svolte il 29 agosto 2024.
| Pos. | Atleta                             | Nazione                     | Tempo   | Note                |
| ---- | ---------------------------------- | --------------------------- | ------- | ------------------- |
|      | Gabriel Geraldo dos Santos Araujo  | Brasile                     | 1:53,67 | Record panamericano |
|      | Vladimir Danilenko                 | Atleti Paralimpici Neutrali | 2:01,34 |                     |
|      | Alberto Caroly Abarza Diaz         | Cile                        | 2:01,97 |                     |
| 4    | Jacek Czech                        | Polonia                     | 2:11,21 |                     |
| 5    | Cristopher Gregorio Tronco Sanchez | Messico                     | 2:14,87 |                     |
| 6    | Rodrigo Santillan                  | Perù                        | 2:18,61 |                     |
| 7    | Roman Bondarenko                   | Ucraina                     | 2:22,63 |                     |
| 8    | Jesus Rey Lopez Cervantes          | Messico                     | 2:25,64 |                     |

### S6
Le gare si sono svolte il 7 settembre 2024.
| Pos. | Atleta              | Nazione     | Tempo   | Note |
| ---- | ------------------- | ----------- | ------- | ---- |
|      | Yang Hong           | Cina        | 1:14,31 |      |
|      | Wang Jingang        | Cina        | 1:15,16 |      |
|      | Dino Sinovcic       | Croazia     | 1:15,73 |      |
| 4    | Matias de Andrade   | Argentina   | 1:16,30 |      |
| 5    | Thijs van Hofweegen | Paesi Bassi | 1:17,44 |      |
| 6    | Jia Hongguang       | Cina        | 1:17,86 |      |
| 7    | Antonio Fantin      | Italia      | 1:19,38 |      |
| 8    | Daniel Videira      | Portogallo  | 1:22,69 |      |

### S7
Le gare si sono svolte il 3 settembre 2024.
| Pos. | Atleta             | Nazione                     | Tempo   | Note |
| ---- | ------------------ | --------------------------- | ------- | ---- |
|      | Yurii Shenhur      | Ucraina                     | 1:09,51 |      |
|      | Andrii Trusov      | Ucraina                     | 1:10,42 |      |
|      | Federico Bicelli   | Italia                      | 1:12,23 |      |
| 4    | Aleksei Ganiuk     | Atleti Paralimpici Neutrali | 1:12,56 |      |
| 5    | Christian Sadie    | Sudafrica                   | 1:13,03 |      |
| 6    | Yevhenii Bohodaiko | Ucraina                     | 1:13,89 |      |
| 7    | Jurijs Semjonovs   | Lettonia                    | 1:14,76 |      |
| 8    | Inaki Basiloff     | Argentina                   | 1:15,87 |      |

### S8
Le gare si sono svolte il 31 agosto 2024.
| Pos. | Atleta               | Nazione   | Tempo   | Note |
| ---- | -------------------- | --------- | ------- | ---- |
|      | Inigo Llopis Sanz    | Spagna    | 1:05,58 |      |
|      | Kota Kubota          | Giappone  | 1:07,03 |      |
|      | Mark Malyar          | Israele   | 1:07,42 |      |
| 4    | Turgut Aslan Yaraman | Turchia   | 1:07,72 |      |
| 5    | Bohdan Hrynenko      | Ucraina   | 1:07,74 |      |
| 6    | Jesse Aungles        | Australia | 1:08,36 |      |
| 7    | Liu Fengqi           | Cina      | 1:08,60 |      |
| 8    | Kotaro Ogiwara       | Giappone  | 1:08,94 |      |

### S9
Le gare si sono svolte il 3 settembre 2024.
| Pos. | Atleta                    | Nazione                     | Tempo   | Note               |
| ---- | ------------------------- | --------------------------- | ------- | ------------------ |
|      | Yahor Shchalkanau         | Atleti Paralimpici Neutrali | 1:00,76 | Record paralimpico |
|      | Ugo Didier                | Francia                     | 1:01,48 |                    |
|      | Bogdan Mozgovoi           | Atleti Paralimpici Neutrali | 1:01,93 |                    |
| 4    | Timothy Hodge             | Australia                   | 1:02,52 |                    |
| 5    | Victor dos Santos Almeida | Brasile                     | 1:03,69 |                    |
| 6    | Simone Barlaam            | Italia                      | 1:03,76 |                    |
| 7    | Jesse Reynolds            | Nuova Zelanda               | 1:04,89 |                    |
| 8    | Barry Mcclements          | Irlanda                     | 1:05,56 |                    |

### S10
Le gare si sono svolte il 6 settembre 2024.
| Pos. | Atleta               | Nazione     | Tempo   | Note |
| ---- | -------------------- | ----------- | ------- | ---- |
|      | Olivier van de Voort | Paesi Bassi | 0:59,04 |      |
|      | Stefano Raimondi     | Italia      | 0:59,29 |      |
|      | Thomas Gallagher     | Australia   | 1:01,34 |      |
| 4    | Riccardo Menciotti   | Italia      | 1:01,46 |      |
| 5    | Ihor Nimchenko       | Ucraina     | 1:01,62 |      |
| 6    | Bas Takken           | Paesi Bassi | 1:01,97 |      |
| 7    | Alexander Elliot     | Canada      | 1:04,85 |      |
| 8    | Akito Minai          | Giappone    | 1:04,93 |      |

### S11
Le gare si sono svolte il 1º settembre 2024.
| Pos. | Atleta           | Nazione     | Tempo   | Note            |
| ---- | ---------------- | ----------- | ------- | --------------- |
|      | Mykhailo Serbin  | Ucraina     | 1:05,84 | Record mondiale |
|      | David Kratochvil | Rep. Ceca   | 1:06,54 |                 |
|      | Danylo Chufarov  | Ucraina     | 1:07,03 |                 |
| 4    | Rogier Dorsman   | Paesi Bassi | 1:07,87 |                 |
| 5    | Marco Meneses    | Portogallo  | 1:09,31 |                 |
| 6    | Yang Bozun       | Cina        | 1:09,73 |                 |
| 7    | Mar Gunnarsson   | Islanda     | 1:10,21 |                 |
| 8    | Zhang Bowen      | Cina        | 1:12,34 |                 |

### S12
Le gare si sono svolte il 31 agosto 2024.
| Pos. | Atleta                 | Nazione                     | Tempo   | Note            |
| ---- | ---------------------- | --------------------------- | ------- | --------------- |
|      | Stephen Clegg          | Gran Bretagna               | 0:59,02 | Record mondiale |
|      | Raman Salei            | Azerbaigian                 | 1:00,67 |                 |
|      | Yaroslav Denysenko     | Ucraina                     | 1:01,52 |                 |
| 4    | Maksim Vashkevich      | Atleti Paralimpici Neutrali | 1:03,12 |                 |
| 5    | Dzmitry Salei          | Atleti Paralimpici Neutrali | 1:03,12 |                 |
| 6    | Douglas Matera         | Brasile                     | 1:03,74 |                 |
| 7    | Maulana Rifky Yavianda | Indonesia                   | 1:03,86 |                 |
| 8    | Alex Villarejo Martin  | Spagna                      | 1:05,55 |                 |

### S13
Le gare si sono svolte il 30 agosto 2024.
| Pos. | Atleta                       | Nazione                     | Tempo   | Note |
| ---- | ---------------------------- | --------------------------- | ------- | ---- |
|      | Ihar Boki                    | Atleti Paralimpici Neutrali | 0:56,60 |      |
|      | Vladimir Sotnikov            | Atleti Paralimpici Neutrali | 0:57,95 |      |
|      | Alex Portal                  | Francia                     | 0:59,08 |      |
| 4    | Thomas van Wanrooij          | Paesi Bassi                 | 1:00,55 |      |
| 5    | Enrique Jose Alhambra Mollar | Spagna                      | 1:00,86 |      |
| 6    | Oleksii Virchenko            | Ucraina                     | 1:01,05 |      |
| 7    | Nathan Hendricks             | Sudafrica                   | 1:03,43 |      |
| 8    | Kirill Pankov                | Uzbekistan                  | 1:03,73 |      |

### S14
Le gare si sono svolte il 6 settembre 2024. Durante la terza batteria di qualificazione Benjamin Hance ha superato il precedente record del mondo con il tempo di 56,52 secondi.
| Pos. | Atleta              | Nazione       | Tempo   | Note |
| ---- | ------------------- | ------------- | ------- | ---- |
|      | Benjamin Hance      | Australia     | 0:57,04 |      |
|      | Gabriel Bandeira    | Brasile       | 0:58,54 |      |
|      | Mark Tompsett       | Gran Bretagna | 0:59,21 |      |
| 4    | William Ellard      | Gran Bretagna | 0:59,37 |      |
| 5    | Alexander Hillhouse | Danimarca     | 0:59,38 |      |
| 6    | Ricky Betar         | Australia     | 1:00,33 |      |
| 7    | Louis Lawlor        | Gran Bretagna | 1:00,52 |      |
| 8    | Marc Evers          | Paesi Bassi   | 1:00,79 |      |